# 수산화 구리(I)
수산화 구리(I)(Copper(I) hydroxide)는 화학식 Cu(OH)를 갖는 구리 수산화물이다. 탈수되면 산화 구리(I)가 되고 산화되면 수산화 구리(II)가 된다. 수산화 제1구리는 분리할 수 있으나 불안정하다.